# Lijst van darkrides in Duitsland
Dit artikel bevat een incomplete lijst van huidige en voormalige (gedeeltelijke) darkrides als pretparkattractie in Duitsland. Zo zijn er ook nog vooral spookhuizen die op kermissen rondreizen.
| Naam                                                            | Attractiepark                           | Openingsjaar                     | Afbeelding |
| --------------------------------------------------------------- | --------------------------------------- | -------------------------------- | ---------- |
| Abenteuer Atlantis                                              | Europa-Park                             | 2007                             |            |
| Abenteuerfahrt durch die Piratenstadt                           | Rasti-Land                              | 1997                             |            |
| Area 51 – Top Secret                                            | Movie Park Germany                      | 1996                             |            |
| Castello dei Medici                                             | Europa-Park                             | 1982                             |            |
| Dämonen Gruft                                                   | Heide-Park                              | 2024                             |            |
| Drachen Magic                                                   | Magic Park Verden                       | 2022                             |            |
| Drachenburg                                                     | Legoland Discovery Center Berlin        | 2007                             |            |
| Exitus                                                          | Berlin Dungeon                          | 2016                             |            |
| Geisterbahn                                                     | Skyline Park                            | 2019, ritsysteem gebouwd in 1979 |            |
| Geister Rikscha                                                 | Phantasialand                           | 1981                             |            |
| Ghostbusters 5D                                                 | Heide Park                              | 2017                             |            |
| Grand Prix EDventure                                            | Europa-Park                             | 2025                             |            |
| Hamburg Gangs                                                   | Hamburg Dungeon                         | 2014                             |            |
| Imagination Express                                             | Legoland Discovery Centre Hamburg       | 2025                             |            |
| Königliches Abenteuer                                           | Legoland Discovery Center Oberhausen    | 2013                             |            |
| Kunibert's Abenteuer                                            | Wild- und Freizeitpark Klotten          | 2020                             |            |
| Maus au Chocolat                                                | Phantasialand                           | 2011                             |            |
| Miniwah & Das Geheimnis von Gold Creek City                     | Freizeitpark Plohn                      | 2015                             |            |
| LEGO NINJAGO The Ride                                           | Legoland Deutschland                    | 2017                             |            |
| Piccolo Mondo                                                   | Europa-Park                             | 2011                             |            |
| Plohni's Tauchfahrt                                             | Freizeitpark Plohn                      | 2012                             |            |
| Piraten in Batavia                                              | Europa-Park                             | 1987 - 2018 + 2020 - heden       |            |
| Reise um die Welt                                               | Freizeitpark Sommerrodelbahn Ibbenbüren | 1997                             |            |
| Schlittenfahrt Schneeflöckchen                                  | Europa-Park                             | 1998                             |            |
| Snorri Touren                                                   | Europa-Park                             | 2019                             |            |
| Temple X-pedition                                               | Legoland Deutschland                    | 2013                             |            |
| Madame Freudenreich Curiosités (voorheen Universum der Energie) | Europa-Park                             | 1994                             |            |

## Voormalige darkrides
| Naam                       | Atractiepark                       | Geopende jaren | Opmerking over sluiting                                                                                           |
| -------------------------- | ---------------------------------- | -------------- | --- |
| Burg Falkenstein           | Holiday Park                       | 1987 - 2022    | Is volledig geherthematiseerd naar de smurfen                                                                     |
| Ciao Bambini               | Europa-Park                        | 1982 - 2011    | Werd geherthematiseerd naar Italiaanse cultuurelementen                                                           |
| Drachenburg                | Legoland Discovery Centre Duisburg | 2008 - 2012    | Verplaatst naar het Legoland Discovery Centre in Oberhausen                                                       |
| Gondelbahn 1001 Nacht      | Phantasialand                      | 1970 - 2009    | Werd gesloopt om ruimte te maken voor de gebouwen op de Kaisersplatz                                              |
| Gremlins Invasion          | Movie Park Germany                 | 1996 - 2004    | Na enkele jaren Standing but not operating, werd in 2011 de achtbaan Van Helsing's Factory op de locatie geopend. |
| Hollywood Tour             | Phantasialand                      | 1990 - 2020    | Stond na de sluiting enkele jaren SBNO                                                                            |
| Ice Age Adventure          | Movie Park Germany                 | 2004 - 2016    | Werd vervangen door de achtbaan Movie Park Studio Tour                                                            |
| Sagenhafte Schwarzwaldbahn | Steinwasen-Park                    | 1999 - 2016    | Moest plaatsmaken voor een speeltuin                                                                              |
| Silbermine                 | Phantasialand                      | 1984 - 2014    | Moest plaatsmaken voor het themagebied Klugheim                                                                   |